# سیمون استرائودی
سیمون استرائودی (انگلیسی: Simon Straudi؛ زادهٔ ۲۷ ژانویهٔ ۱۹۹۹) بازیکن فوتبال اهل ایتالیا است.